# كارلوس قايدو
كارلوس قايدو (بالإسبانية: Carlos Guido)‏ هو لاعب كرة قدم بيروفي، ولد في 18 أبريل 1966 في ليما في بيرو. شارك مع منتخب بيرو لكرة القدم. أما مع النوادي، فقد لعب مع أليانزا ليما وخوان أوريتش ونادي سبورتينغ كريستال.

## وصلات خارجية
- كارلوس قايدو على موقع ناشيونال فوتبول تيمز (الإنجليزية)